# Fiat 507
Fiat 507 – samochód osobowy produkowany przez włoski koncern motoryzacyjny Fiat w latach 1926–1927. Model ten jest rozwinięciem technicznym Fiata 505, zmodyfikowano układ zawieszenia oraz hamulce. Wyprodukowano około 3700 egzemplarzy.